# Wiszniak
Wiszniak – wzgórze (wzniesienie) w paśmie Wzgórz Trzebnickich, o wysokości bezwzględnej 247,4 m n.p.m., położone w Gminie Wisznia Mała, powiecie trzebnickim, województwie dolnośląskim. Wzniesienie należy do mikroregionu Grzbietu Trzebnickiego, a jego obrębie Wiszniak położony jest w ramach Południowego Grzbietu stanowiącego część Pasma Południowego. Wierzchołek wniesienia jest najwyżej położonym, naturalnym punktem w całej gminie.

## Położenie
Wiszniak położony jest w obrębie Wzgórz Trzebnickich, będących mezoregionem o identyfikatorze 318.44 (według regionalizacji fizycznogeograficznej opracowanej przez Jerzego Kondrackiego), należących do Wału Trzebnickiego (makroregion o indeksie 318.4). W ramach tych Wzgórz Trzebnickich wyróżnia się także mikroregion obejmujący Wiszniak – Grzbiet Trzebnicki (indeks 318.444). Pasmo wzniesień obejmujące to wzgórze nazywane jest Południowym Grzbietem, który stanowi z kolei część Pasma Południowego.
Pod względem podziału administracyjnego jest on położony w Gminy Wisznia Mała, powiecie trzebnickim, województwie dolnośląskim (zobacz: podział administracyjny województwa dolnośląskiego). Wierzchołek wzniesienia leży w obrębie ewidencyjnym wsi Piotrkowiczki, która znajduje się na południe od niego. Po stronie północnej masywu przebiega granica gmin i dalej obszar należy administracyjnie do gminy Trzebnica. W jej obszarze, po stronie północno-zachodniej leży miejscowość Węgrzynów, a za nią kolejny wierzchołek grzbietu – Dolnośląski Szczyt. Natomiast w kierunku północno-wschodnim położone jest Będkowo.

## Charakterystyka
Wierzchołek tego wniesienia jest najwyżej położonym, naturalnym punktem w całej gminie Wisznia Mała. Położony jest na wysokości bezwzględnej wynoszącej 247,4 m n.p.m. (w niektórych opracowaniach podawane są inne wysokości bezwzględne, np. 247,0 m n.p.m., 246,0 m n.p.m.). Pod względem zagospodarowania okolice wierzchołka to użytki rolne, takie jak pola i łąki, oraz obiekty i ścieżki turystyczne takie między innymi jak miejsce na biwak, z obiektami małej architektury: wiaty, ławki, stoły, miejsce na ognisko i stojaki rowerowe. Brak naturalnych i stworzonych przez człowieka przeszkód sprawia, iż jest to dobry punkt widokowy. W kierunku południowym rozciąga się z tego miejsca panorama obejmująca Dolny Śląsk oraz przy dobrej widoczności także Sudety. Natomiast część zboczy i podnóży masywu częściowo pokryte są niewielkimi lasami, zadrzewieniami śródpolnymi i sadami, tzw. Sady Trzebnickie. Przebiega tu także trasa dawnej kolei wąskotorowej biegnącej niegdyś z Wrocławia do Trzebnicy i Prusic – Wrocławska Kolej Dojazdowa. Została ona rozebrana w 1968 r. Przewiduje się wykorzystanie tego szlaku do utworzenia drogi rowerowej. Przez Wiszniak i w najbliższej okolicy wytyczono szlaki turystyczne, w tym piesze i szlaki rowerowe, między innymi Szlak Korona Kocich Gór.

## Nazwa
Nazwa własna – Wiszniak – jest nazwą urzędową, gdyż została ustalona i ujęta w państwowym rejestrze nazw geograficznych na podstawie rozporządzenia Ministra Spraw Wewnętrznych i Administracji z dnia 27 grudnia 2005 r., D. U. Nr 264, poz. 2208, oraz mapy topograficznej w skali 1:10 000. Odnosi się do ukształtowania terenu określonego jako wzgórze, wzniesienie. W rejestrze tym przypisano jej identyfikator: PRNG – 168045, identyfikator IIP – PL.PZGiK.320.NGRP.168045. Podaje on następujące współrzędne geograficzne punktu głównego wzniesienia: szerokość geograficzna – 51°17'0" N, długość geograficzna – 17°1'35" E. Nazwa ta została ujęta w rejestrze dnia 24.03.2006 r..